# Spiesen-Elversberg
Spiesen-Elversberg is een gemeente in de Duitse deelstaat Saarland, en maakt deel uit van de Landkreis Neunkirchen.
Spiesen-Elversberg telt 12.748 inwoners.

## Geografie en infrastructuur
Spiesen-Elversberg bestaat uit de beide dorpen Spiesen (oostelijke helft van de gemeente) en Elversberg (westelijke helft). Het zijn forensendorpen, waar mensen wonen, die in de omliggende steden werken (tot voor kort veelal in de mijnbouw of zware industrie). Het gemeentehuis staat in Spiesen.

### Naburige gemeenten
Spiesen-Elversberg ligt in een dichtbevolkte streek, en is omgeven door stadjes met een historie in de mijnbouw. Dit zijn:
- Neunkirchen in het noorden en oosten
- Friedrichsthal, in het westen
- Sulzbach (beide in de Regionalverband Saarbrücken), in het zuidwesten; direct ten zuiden van Sulzbach ligt de grote stad Saarbrücken
- Sankt Ingbert (Saarpfalz-Kreis), in het zuiden.

### Infrastructuur
Door de noordelijke periferie van de gemeente loopt, in oost<>westelijke richting, de Autobahn A8. Van west naar oost liggen de afritten 21 (Elversberg; slechts 500 m van het voetbalstadion), 22 en 23 (Neunkirchen en Spiesen) bij Spiesen-Elversberg. Afrit 23 van de A8 is een gecompliceerd knooppunt, waar ook de Bundesstraße 41 naar Idar-Oberstein en Bad Kreuznach op uitkomt.
De gemeente heeft geen station. Treinreizigers zijn op streekbusverbindingen met Neunkirchen (weinig frequent, niet in de weekends) en Friedrichsthal aangewezen, welke plaatsen wel treinstations hebben.
Grote bezienswaardigheden ontbreken in de gemeente. Wel liggen in de omgeving enige heuvelachtige bosgebieden, die zich lenen voor (ook lange) wandeltochten.

## Geschiedenis
Spiesen wordt in een document uit het jaar 1195 voor het eerst vermeld. Tijdens de Dertigjarige Oorlog werd het, een eeuw eerder bij de Reformatie evangelisch-luthers geworden, dorp Spiesen in 1635 door Kroatische soldaten van de katholieke coalitie vrijwel geheel verwoest en uitgemoord.
Van 1677 tot 1697, van 1794 tot 1815, van 1920 tot 1935 (Saargebied (mandaatgebied)) en in de eerste jaren na de Tweede Wereldoorlog stond de gemeente onder politieke controle van Frankrijk.
Pas in 1872 ontstond een gemeente Elversberg.
Van 1851 tot 1962 was de belangrijke steenkoolmijn van Heinitz, direct ten noorden van Elversberg, in bedrijf.
In 1935 kwam het Saargebied, waar Spiesen-Elversberg in ligt, aan Adolf Hitlers Derde Rijk. Enthousiaste aanhangers van Hitler lieten in 1938 de Adolf-Hitler-Turm bouwen. Na de Tweede Wereldoorlog werd dit gebouw omgedoopt in Galgenbergturm. Het is een 17 meter hoge uitzichttoren, die tussen de beide gemeentedelen in ligt, en die een geliefd doel is voor uitstapjes.
De gemeente had in 1970 nog meer dan 16.500 inwoners (Elversberg ca. 9.700, Spiesen ca. 6.900). De streek kampt, door sluiting van kolenmijnen en staalfabrieken, al sedert plm. 1970 met economische achteruitgang en sedert circa 2000 ook met vergrijzing.
De fusie tussen de gemeenten Elversberg en Spiesen kwam tot stand per 1 januari 1974.

## Sport
Elversberg-Spiesen beschikt over een 10.000 plaatsen bevattend voetbalstadion, de sinds 2014 zo geheten  Ursapharm-Arena an der Kaiserlinde. De profvoetbalclub SV Elversberg (in 2023 gepromoveerd naar de Tweede Bundesliga) speelt er zijn thuiswedstrijden. Het stadion is genoemd naar een monumentale lindeboom, de Kaiserlinde, die tot 2015 bestond, maar in dat jaar omwaaide door een zware storm.

## Afbeeldingen

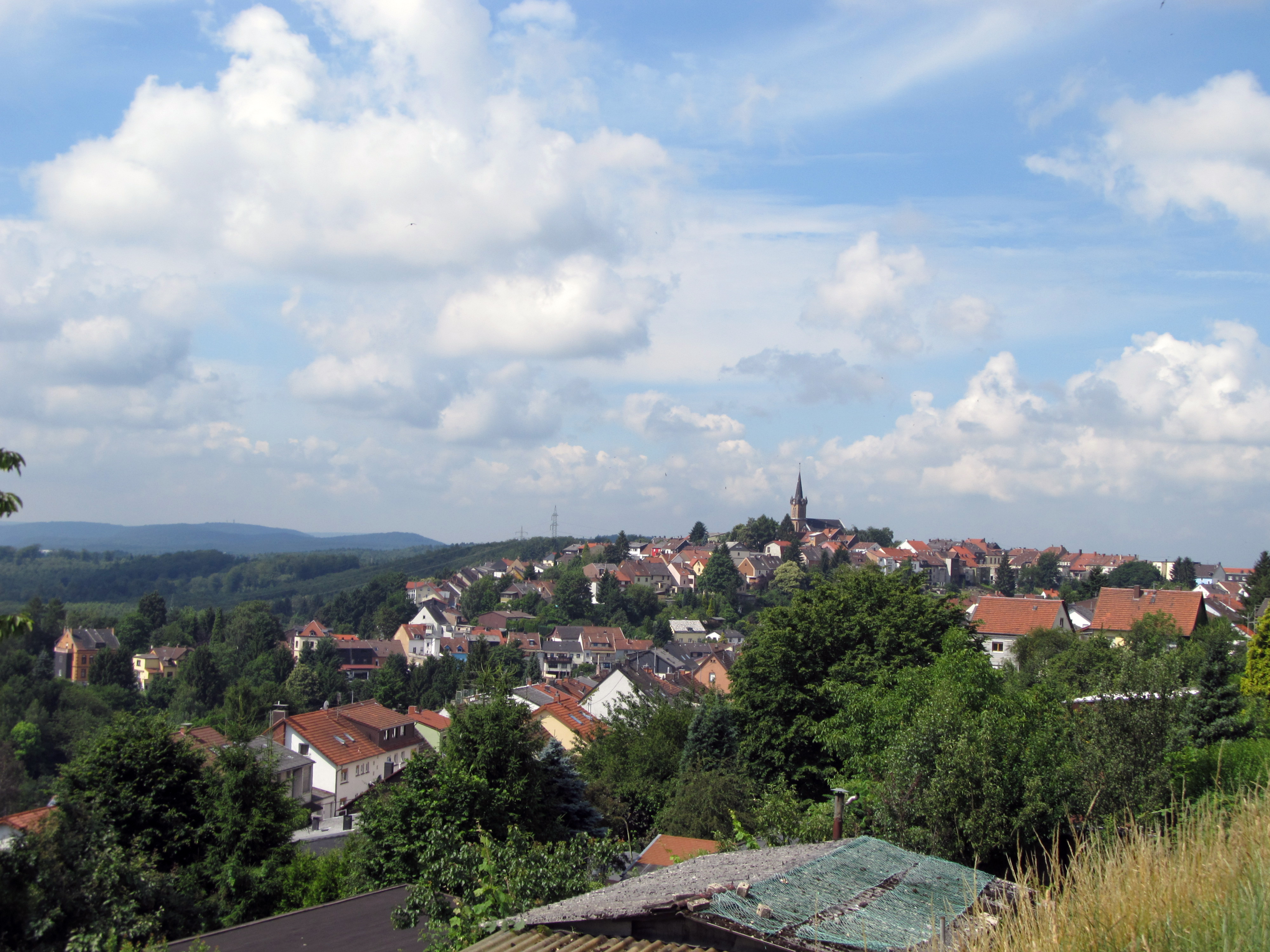
Gezicht op Elversberg
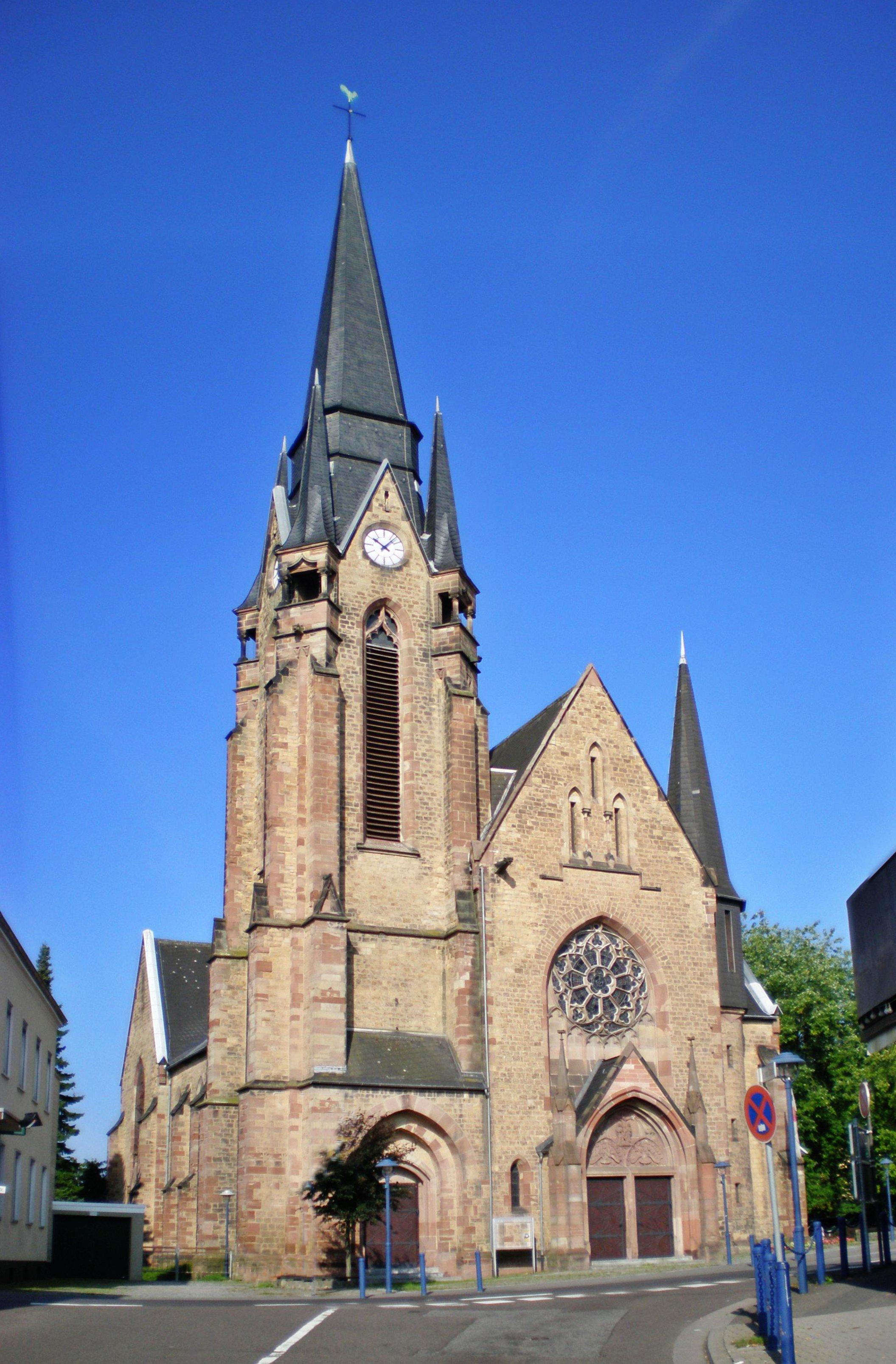
R.K. Heilig-Hartkerk (Herz-Jesu-Kirche; bouwjaar 1901), Elversberg
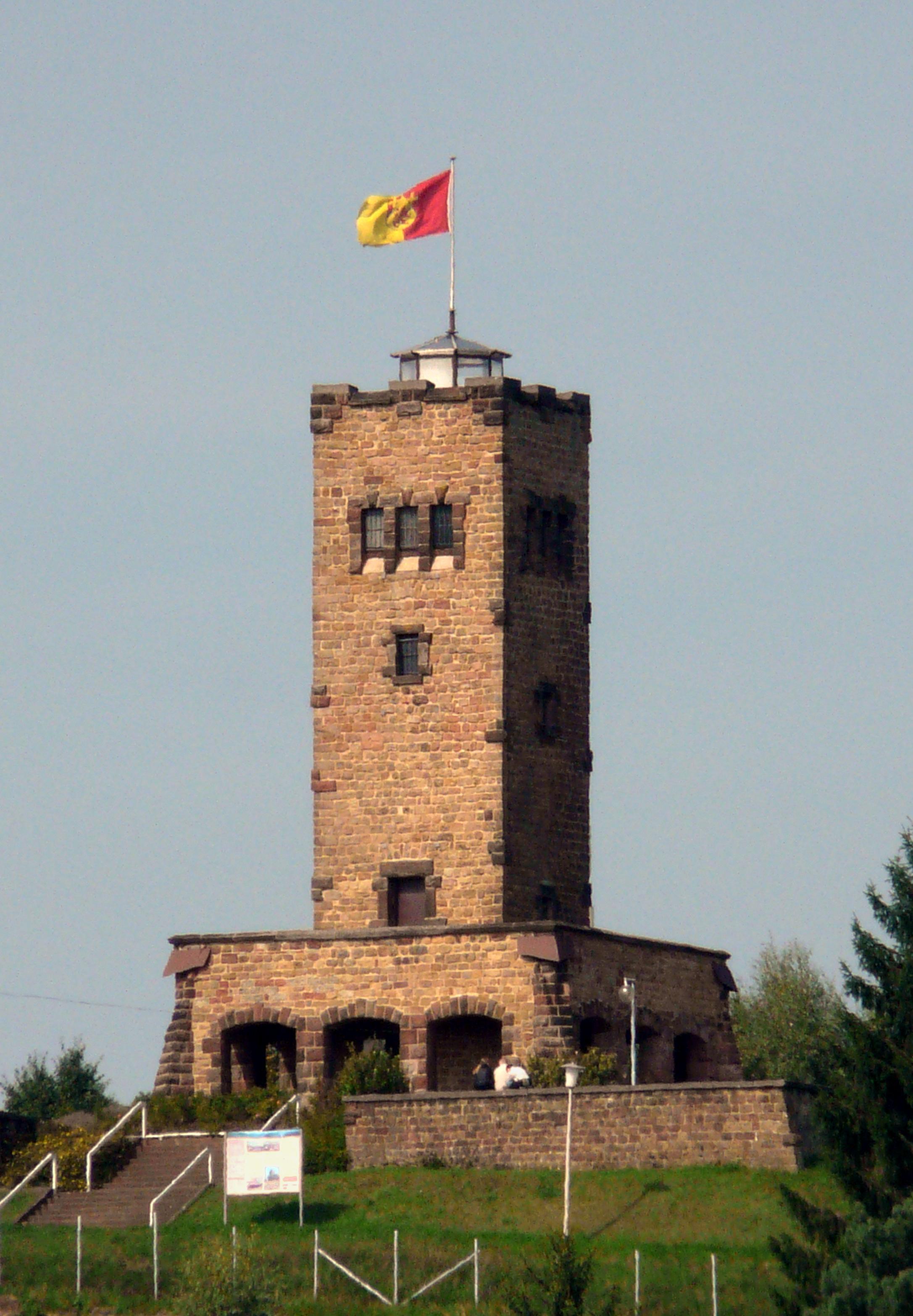
De Galgenbergturm
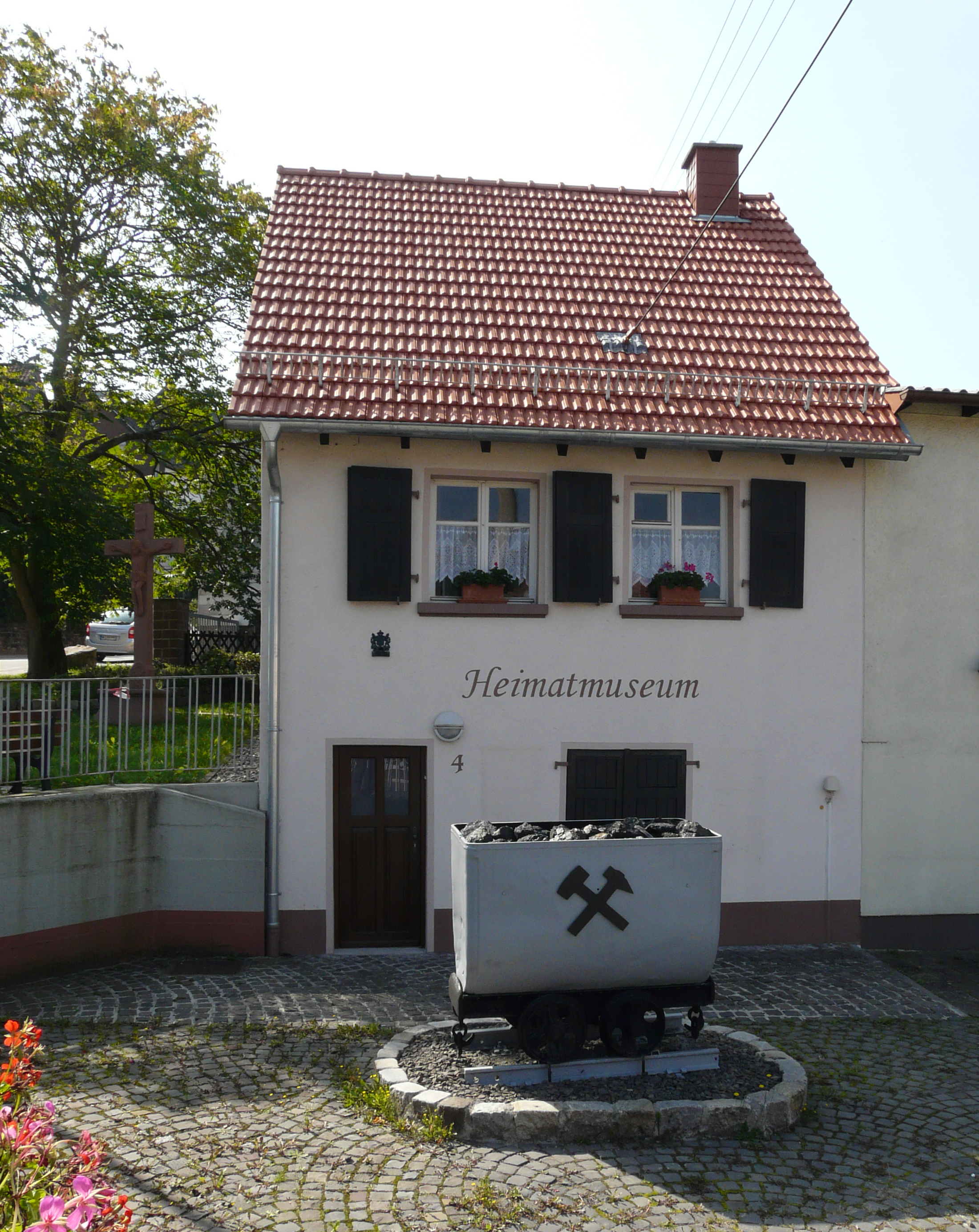
Streek- en mijnbouwmuseum te Spiesen
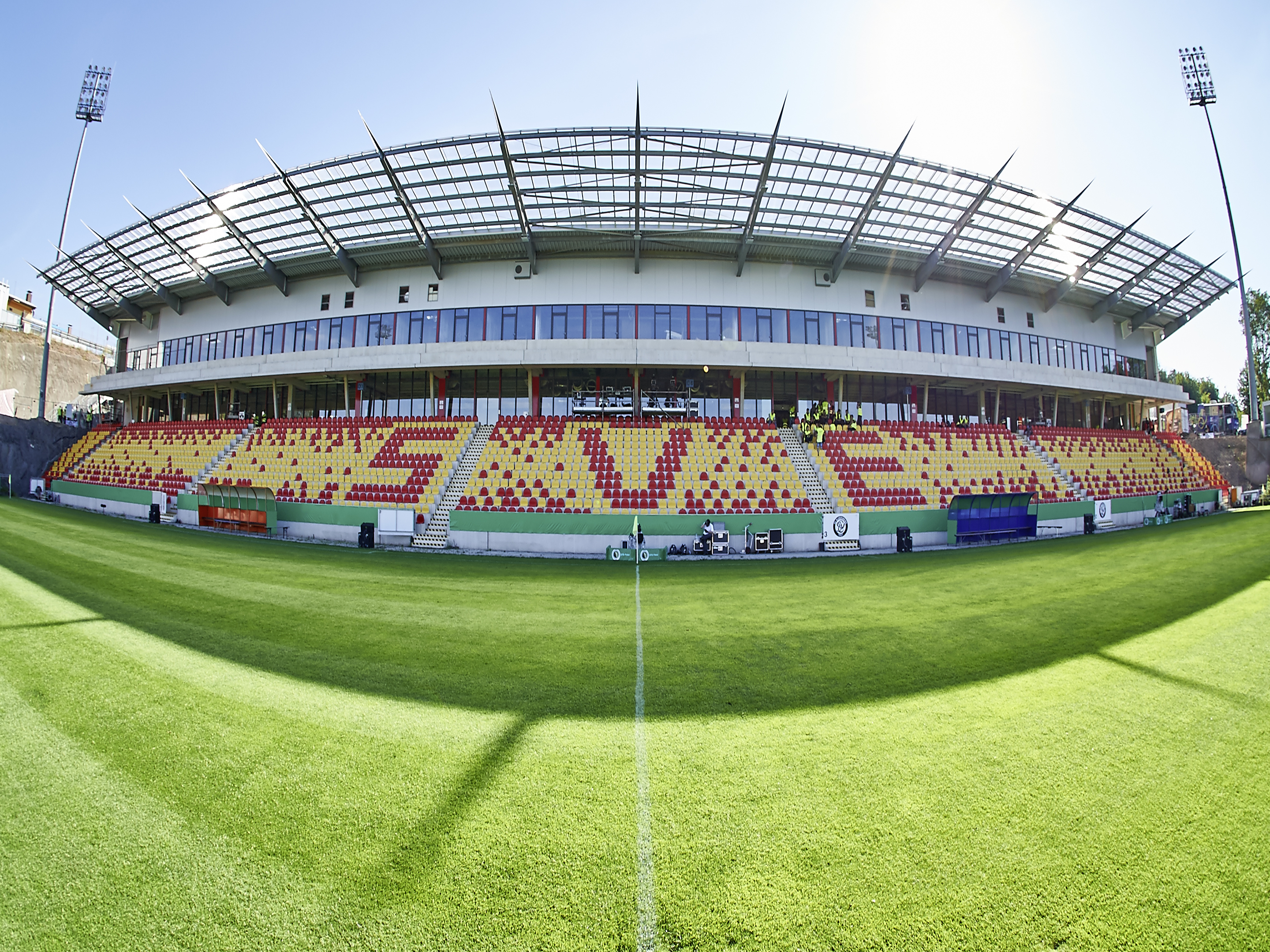
Voetbalstadion (2015)

## Geboren te Elversberg en Spiesen
- Johannes Ries (* 9 juli 1887 in Elversberg; † 3 januari 1945 in concentratiekamp Dachau), rooms-katholiek priester, tegenstander van het nationaalsocialisme; betrokken bij ten dele 'illegaal' katholiek jeugdwerk en om die reden door de nazi's op een valse aanklacht van pedofilie beschuldigd; te Elversberg is een straat naar hem genoemd.

Eppelborn ·
Illingen ·
Merchweiler ·
Neunkirchen ·
Ottweiler ·
Schiffweiler ·
Spiesen-Elversberg